# FC Panionios GSS
O FC Panionios GSS, ou Panionios Neo, ou simplesmente Panionios (grego: Πανιώνιος Γυμναστικός Σύλλογος Σμύρνης - Paniónios Gymnasticós Sillegós Smirnis - Associação Ginástica Pan-iônica de Esmirna) é um clube de futebol da Grécia, situado na capital Atenas. O clube joga suas partidas no Estádio Nea Esmirna com capacidade para 12.000 pessoas. Suas cores são o vermelho e o azul escuro. A equipe disputa atualmente a Gamma Ethniki, equivalente à 3ª divisão grega. Seu nome significa time de toda a Iônia, região da Turquia.

## História
O clube foi fundado em 1890 em Esmirna, na Turquia, onde havia uma presença gigantesca da cultura grega. Após isso o clube se fundiu com o Orfeas Esmirna e vários outros clubes da cidade. Após vários conflitos, a população grega foi expulsa do local e o clube mudou o local para a comuna grega de Nova Esmirna em Atenas.
O time nunca conquistou um Campeonato Grego, mas foi vice-campeão nas temporadas de 1950-51 e de 1970-71 e obteve a terceira colocação nas de 1946-47, 1958-59 e 1960-61.
A maior conquista da equipe foram as duas Copas das Grécias, a primeira na temporada de 1978-79, onde venceu o AEK Atenas por 3 a 1 e a segunda na temporada de 1997-98, onde venceu o Panathinaikos por 1 a 0. Essas duas conquistas levaram o clube à Taça dos Clubes Vencedores de Taças duas vezes: na primeira foi eliminado na 2ª rodada pelo IFK Gothenburg; na segunda se deu bem melhor, chegou às Quartas de Final, mas ao ser goleado pela Lazio em casa por 4 a 0 e fora por 3 a 0 foi eliminado da competição.
Teve cinco participações na Copa da UEFA, sua melhor colocação foi em 2004-05, onde, após eliminar a Udinese, ao vencê-la por 3 a 1 em casa e perder de 1 a 0 fora, terminou em 4º do Grupo D da competição com 3 pontos em 4 jogos.

## Nomes
- Panionios GSS FC (Paniónios Gymnasticós Sillegós Smirnis FC)
- Panionios Neo FC
- FC Panionios GSS

## Títulos
- Copa da Grécia: 2 vezes (1979 e 1998).
- Vice-Campeonato da Copa da Grécia: 4 vezes (1952, 1961, 1967 e 1989).
- Campeonato Balcanico: 1 vez (1971).
- Vice-Campeonato Balcânico: 1 vez (1986).